# Эрдал (тауншип, Миннесота)
Эрдал (англ. Erdahl) — тауншип в округе Грант, Миннесота, США. На 2000 год его население составило 343 человека.

## География
По данным Бюро переписи населения США площадь тауншипа составляет 93,0 км², из которых 87,7 км² занимает суша, а 5,3 км² — вода (5,66 %).

## Демография
По данным переписи населения 2000 года здесь находились 343 человека, 132 домохозяйства и 107 семей.  Плотность населения —  3,9 чел./км².  На территории тауншипа расположено 186 построек со средней плотностью 2,1 построек на один квадратный километр. Расовый состав населения: 99,13 % белых, 0,29 % коренных американцев и 0,58 % приходится на две или более других рас.
Из 132 домохозяйств в 33,3 % воспитывались дети до 18 лет, в 70,5 % проживали супружеские пары, в 4,5 % проживали незамужние женщины и в 18,9 % домохозяйств проживали несемейные люди. 16,7 % домохозяйств состояли из одного человека, при том 5,3 % из — одиноких пожилых людей старше 65 лет. Средний размер домохозяйства — 2,60, а семьи — 2,91 человека.
24,2 % населения — младше 18 лет, 5,8 % — в возрасте от 18 до 24 лет, 24,8 % — от 25 до 44, 28,9 % — от 45 до 64, и 16,3 % — старше 65 лет. Средний возраст — 42 года. На каждые 100 женщин приходилось 105,4 мужчин.  На каждые 100 женщин старше 18 приходилось 120,3 мужчин.
Средний годовой доход домохозяйства составлял 38 125 долларов, а средний годовой доход семьи —  40 208 долларов. Средний доход мужчин —  27 159  долларов, в то время как у женщин — 30 125. Доход на душу населения составил 16 959 долларов. За чертой бедности находились 9,5 % семей и 8,7 % всего населения тауншипа, из которых 9,0 % младше 18 и 18,8 % старше 65 лет.